# Ма Яньхун
Ма Яньху́н (кит. упр. 马燕红, пиньинь Mǎ Yànhóng, род. 21 марта 1964 в Пекине) — китайская гимнастка, чемпионка мира и Олимпийских игр. Первый представитель китайской гимнастики, завоевавший золотые медали на чемпионате мира и на Олимпиаде.

## Биография
Ма Яньхун ещё в детстве стала заниматься гимнастикой в знаменитой пекинской спортивной школе «Шичахай». В 1978 году она была включена в национальную сборную и приняла участие в Азиатских играх, где завоевала золотые медали в выступлении на брусьях, а также в составе команды. В 1978 году она повторила эти результаты на Кубке Шанхая. В 1979, 1981 и 1983 годах Ма Яньхун была членом национальной сборной на Чемпионатах мира по спортивной гимнастике, в 1982 году стала чемпионом КНР.
Во время Олимпийских игр 1984 года в Лос-Анджелесе, где команда КНР участвовала впервые после долгого перерыва, у Ма Яньхун случился приступ аппендицита, но она настояла на выступлении, и завоевала первую в истории китайской гимнастики золотую олимпийскую медаль.
После ухода из большого спорта Ма занялась образованием, преподавала в США и Великобритании, в 1994 году вернулась в КНР и занялась бизнесом. В настоящее время она владеет рестораном японской кухни в Пекине.

## Созданный элемент
| Название элемента | Вид элемента                  | Описание                                                                                      | Группа сложности |
| ----------------- | ----------------------------- | --------------------------------------------------------------------------------------------- | ---------------- |
| Ма                | Соскок с разновысоких брусьев | Круг прогнувшись вокруг верхней жерди - соскок сальто назад в группировке с поворотом на 360° | F (+0,6)         |